# Шерлинг, Юрий Борисович
Юрий Борисович Шерлинг (род. 23 августа 1944, Москва) — композитор,  театральный режиссёр, хореограф. Заслуженный деятель искусств РСФСР (1981). Академик Американской Академии IASEIA. Доктор искусств. Лауреат премии «Скрипач на крыше» (2017).

## Биография

### Детство и юность
Юрий Шерлинг родился в Москве. Воспитанием ребёнка занималась его мать — выпускница Ленинградской консерватории имени Н. А. Римского-Корсакова, дирижёр, пианистка и концертмейстер Александра Аркадьевна (Сарра Ароновна) Шерлинг. С отцом, радиоинженером Борисом Абрамовичем Тевелевым, он познакомился только в восемнадцатилетнем возрасте. Серьёзно заниматься музыкой Ю. Шерлинг начал с четырёхлетнего возраста в Музыкальной школе при Гнесинском училище. Ученик Елены Фабиановны Гнесиной и выпускник московского хореографического училища, он начал выступать в Государственном Академическом Ансамбле народного танца Игоря Моисеева с 1963 года. Но через два года его пригласили в балетную труппу театра им. Станиславского и Немировича-Данченко. В 1965 году он поступил на Высшие режиссёрские курсы в мастерскую народного артиста СССР А. Гончарова и в 1969 году получил диплом Государственного института театрального искусства по специальности «режиссёр-постановщик музыкального театра».

### Начало режиссёрской карьеры
В 1971 году А. А. Гончаров пригласил Ю. Б. Шерлинга для совместной работы над американским мюзиклом «Человек из Ламанчи» в театре им. В. Маяковского. Этот спектакль, в котором Ю. Шерлинг выступил в новой для себя роли режиссёра, не сходил со сцены в течение четырнадцати лет.
В семидесятые годы Ю. Шерлинг поставил фильм «Только одно движение» и два телевизионных балета — «Зимняя радуга» и «В лавке старого музыканта».
Следующей театральной постановкой Ю. Шерлинга также стал мюзикл — спектакль «Тощий приз» по пьесе кубинского писателя Э. Кинтеро. Постановку осуществил Государственный русский драматический театр ЭССР, куда Ю. Шерлинга пригласили после успешной работы над «Человеком из Ламанчи».
На премьере, состоявшейся в марте 1974 года, присутствовал руководитель Московского театра им. Моссовета, режиссёр Ю. А. Завадский, который и перенёс постановку на сцену своего театра. Московская премьера мюзикла состоялась в декабре 1974 года и была официально посвящена 16-й годовщине Кубинской революции.

### Камерный еврейский музыкальный театр
Основную известность Ю. Шерлинг приобрёл, организовав в 1977 году Камерный еврейский музыкальный театр (КЕМТ), базировавшийся в Биробиджане и Москве и исполнявший спектакли на идише (1977—1985), — первый профессиональный еврейский театр в стране со времени закрытия московского Государственного еврейского театра (ГОСЕТ) в 1949 году.
Сам Ю. Шерлинг решение создать КЕМТ объяснял своей реакцией на «государственный антисемитизм» в СССР:
«Во мне проснулась национальная гордость … Следовало найти нечто, способное протаранить сопротивление культуре идиш»
— из интервью газете «Форвертс»
В этом театре Ю. Шерлинг был не только художественным руководителем, но также композитором и исполнителем ролей.
Наиболее известной постановкой КЕМТ стал мюзикл «Чёрная уздечка для белой кобылицы» (русский текст Ильи Резника, текст на идиш Хаима Бейдера, оформление народного художника СССР Ильи Глазунова, музыка Ю. Шерлинга), поставленный в 1978 году. Другие постановки Ю. Шерлинга в КЕМТе — музыкальный спектакль «Ломир алэ инейнем» («Давайте все вместе»), опера-балет «Последняя роль», спектакль «Я родом из детства», народная опера «Золотая свадьба» и мюзикл «Тевье из Анатевки» (либретто Людмилы Улицкой по мотивам повести Шолом Алейхема «Тевье-молочник») — переложение для советской сцены знаменитого мюзикла Д. Бока и Д. Стайна «Скрипач на крыше».

### Последующая работа
В 1985 году Ю. Шерлинг вынужден был покинуть стены своего театра. Он ставил спектакли, в основном за границей. В частности — спектакль «Гетто» по пьесе израильского драматурга Иешуа Соболя (в Норвегии). Работал на телевидении: он автор ряда музыкальных телешоу на норвежском ТV. Вёл концертную деятельность в качестве солиста-пианиста в Японии, Швейцарии, Великобритании, США, Германии, Австрии, Венгрии.
Весной 1989 года, вернувшись на родину, Юрий Шерлинг открыл новый театр, «Школа музыкального искусства». На сцене театра были поставлены народная опера «Когда песок взойдет», опера-мистерия «Помилуй», Музыкальное шоу «Школа музыкального искусства», арт-шоу «Хор Турецкого». Со спектаклями театра «Школы музыкального искусства» Ю. Шерлинг успешно гастролировал по США.
С 1999 года Ю. Шерлинг занимал должность вице-президента Собинбанка по связям с общественностью.
В 2007 году Ю. Б. Шерлинг восстановил на сцене Театра Сатиры спектакль «Чёрная уздечка белой кобылицы». Несмотря на успешную премьеру, этот спектакль не был замечен широкой публикой и вскоре сошёл со сцены.
14 мая 2009 года был временно назначен исполняющим обязанности ректора Российской академии театрального искусства с тем, чтобы устранить нарушения, выявленные в результате проверки основных направлений деятельности РАТИ Министерством культуры РФ. На следующий день подал в отставку под давлением преподавателей и студентов академии, среди которых, по некоторым утверждениям, была развернута мощная «антишерлинговская» кампания. Сам Шерлинг объяснил, что причиной его ухода стала «невозможность устранять нарушения в такой обстановке»: по его словам, реакция сотрудников вуза на его приход — «тщательно разыгранная комбинация тех, кто претендовал на пост руководителя академии давно».
В 2009 году на базе Театра «Школа Музыкального искусства» Юрием Шерлингом был создан Продюсерский центр «Sherling Art», который занимается продюсированием и организацией концертов джазовых и классических музыкантов.
В марте 2010 года в Московском Международном Доме Музыки состоялась презентация джазового спектакля «DREAM» Александры Шерлинг, в котором Юрий Борисович выступил как автор идеи и режиссёр-постановщик.
16 и 17 апреля 2016 года в Концертном зале имени П. И. Чайковского и Зале имени С. В. Рахманинова состоялась мировая премьера оратории Юрия Шерлинга «Исход» (Exodus Triada).
15 октября 2019 года на фестивале памяти Матвея Шерлинга была исполнена Симфония «Tribute to Matvey» для симфонического оркестра Юрия Шерлинга.

## Юрий Шерлинг глазами коллег
Армен Джигарханян, народный артист СССР, режиссёр театра, актёр (из интервью газете «Форвертс»):

Шерлинг — мощная личность… Он явно перенасыщен талантами… Многие из тех, кто знает режиссёрские работы Шерлинга, говорят, как жалко, что он оставил театр, такой талант пропадает! Мы будем восхищаться им потом. Потом. Как всеми людьми такого типа. В жизненном быту они неудобны, а потом мы скажем: ай-ай-ай! Он могучий талант и человечище. И не случайно я произношу в его адрес слово «бриллиант».

Глазунов Илья Сергеевич, ректор Российской Академии живописи ваяния и зодчества, народный художник СССР:

В 1977 году мне выпала честь по приглашению Юрия Борисовича Шерлинга работать в созданном им КЕМТе художником-постановщиком его прекрасного спектакля «Черная уздечка белой кобылице». Уже тогда, в советские времена, меня восхитил его блистательный талант композитора, режиссёра, хореографа. Я с особым волнением ожидал нового прочтения Юрием Шерлингом известной в музыкальных кругах оперы на сцене Театра Сатиры. Это совсем другой спектакль, но, как всегда, по-шерлинговски глубокий, талантливый, искрометный. Он сумел с филигранной глубиной создать общечеловеческую драму борьбы добра и зла. Вот почему, как и всегда, ему сопутствует заслуженный успех у зрителя. Эта постановка стала событием в современной российской культуре.

Владимир Едидович, писатель и публицист:

Волшебное воздействие театра Шерлинга на зрителей совершенно незабываемо: многие советские евреи, побывавшие на его спектаклях, вновь обрели силу ходить с поднятой головой… Создавая его своими руками, незаурядным талантом художника и еврейской душой, сформированной генами, унаследованными от незнакомых ему предков, он сумел восполнить отсутствие знаний и национального воспитания праведной ненавистью к власть предержащим антисемитам и рождающейся в нём страстной любовью к своему веками угнетенному народу.

Владимир Шахиджанян, журналист:

Он многолик — Юрий Борисович Шерлинг. Его многоликость поражает и удивляет, а зачастую и восхищает. Всю жизнь он преодолевал препоны, воздвигаемые перед ним другими людьми. Он что-то хочет сделать, а другие говорят: не надо, не получится, не выйдет. А у него — получалось, и всегда с фантастическим результатом.

## Семья
- Первая жена — балерина Элеонора Евгеньевна Власова (1931—2014)
- Вторая жена — киноактриса Тамара Васильевна Акулова (род. 1957)
  - дочь Анна (род. 1980) — актриса
- Третья жена — собственный корреспондент Норвежского ТВ Маритт Кристенсен
- Четвёртая жена — классическая и джазовая певица, пианистка Олеся Шерлинг (Шелудько)[27]
  - дочь Александра (род. 1990) — певица, с восьмилетнего возраста выступающая на многих крупных площадках мира[28];
  - сын Матвей (1999—2018)[29], саксофонист, лауреат премии Московского открытого конкурса саксофонистов «Selmer-детям 2010» и Гран При Второго международного конкурса имена Джорджа Гершвина (Нью-Йорк, США), победитель XI Международного телевизионного конкурса юных музыкантов «Щелкунчик»[30] и IX Международного детского музыкального конкурса «Ротари»[31][32][33]. 15 октября 2019 года в Светлановском зале Московского международного Дома музыки прошёл концерт-фестиваль «Tribute to Matvey» памяти Матвея Шерлинга[34][35].
  - дочь Мариамна (род. 2001), пианистка[36], лауреат международных конкурсов[37][38].

## Книги
- 2007 год — Шерлинг. «Парадокс». — мемуары, включает две книги — «Одиночество длиною в жизнь» и «Его Величество мятежный Шут». — Москва: «Феникс». — 422 с. — 3000 экз. — ISBN 978-5-222-10919-9.
- 2016 год — Шерлинг. «Эликсир совести». — Москва: «Москва, Нью-Йорк, Иерусалим», 2016. — 273 с. — 3000 экз. — ISBN ЕСН131-19062018-096.